# Hestina jermyni
Hestina jermyni är en fjärilsart som beskrevs av Druce 1911. Hestina jermyni ingår i släktet Hestina och familjen praktfjärilar. Inga underarter finns listade i Catalogue of Life.